# 櫻桃彈跳

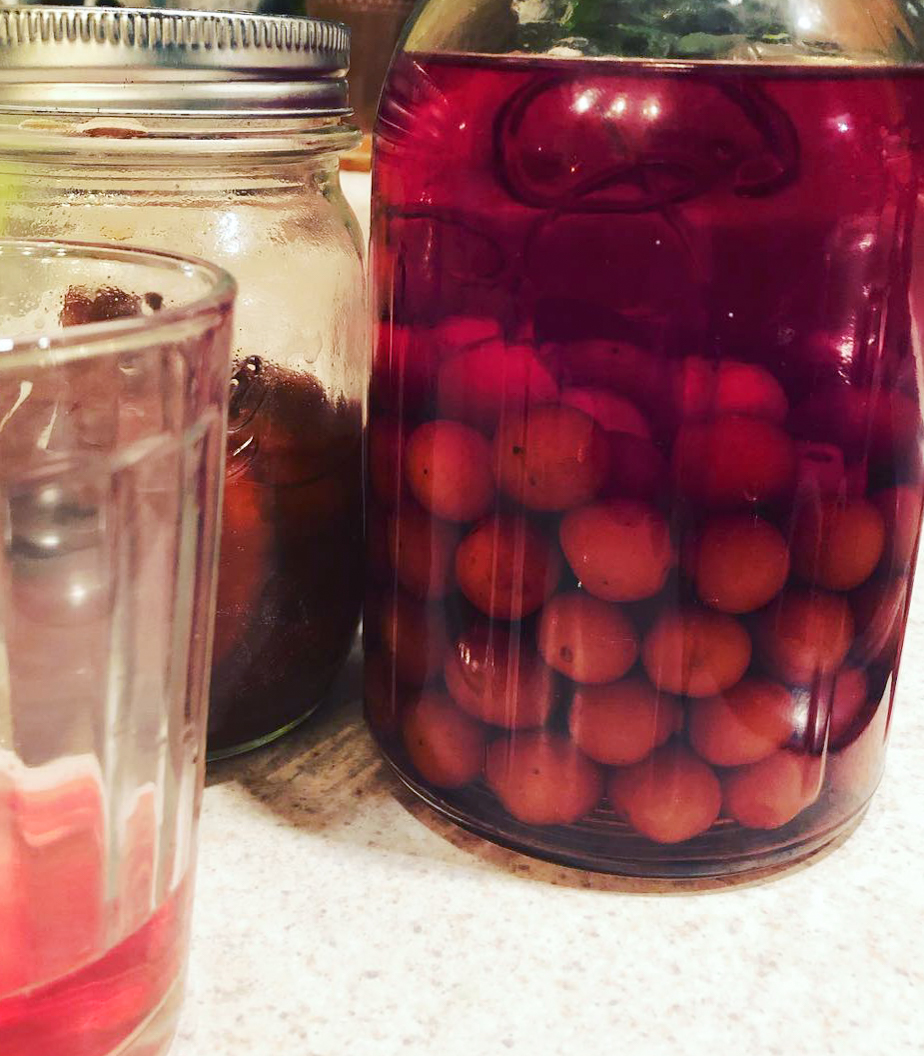
櫻桃彈跳

櫻桃彈跳（英語：Cherry bounce）是一種力娇酒，通過將白兰地輸入酒漬櫻桃和糖製成，有些食譜會使用兰姆酒、威士忌和伏特加來替代白蘭地。